# Neutronenabsorber
Ein Neutronenabsorber ist in der Reaktorphysik ein Material, das der Kernspaltungs-Kettenreaktion durch eine geeignete andere Kernreaktion freie thermische Neutronen entzieht. Mit Neutronenabsorbern lässt sich daher die Anzahl der Neutronen im Reaktorkern steuern, also der Verlauf der Kettenreaktion regulieren oder ganz unterbinden.
Neutronenabsorber werden aber nicht nur in Reaktoren, sondern beispielsweise auch in Abschirmungen gegen Neutronen verwendet.

## Verwendete Reaktionen

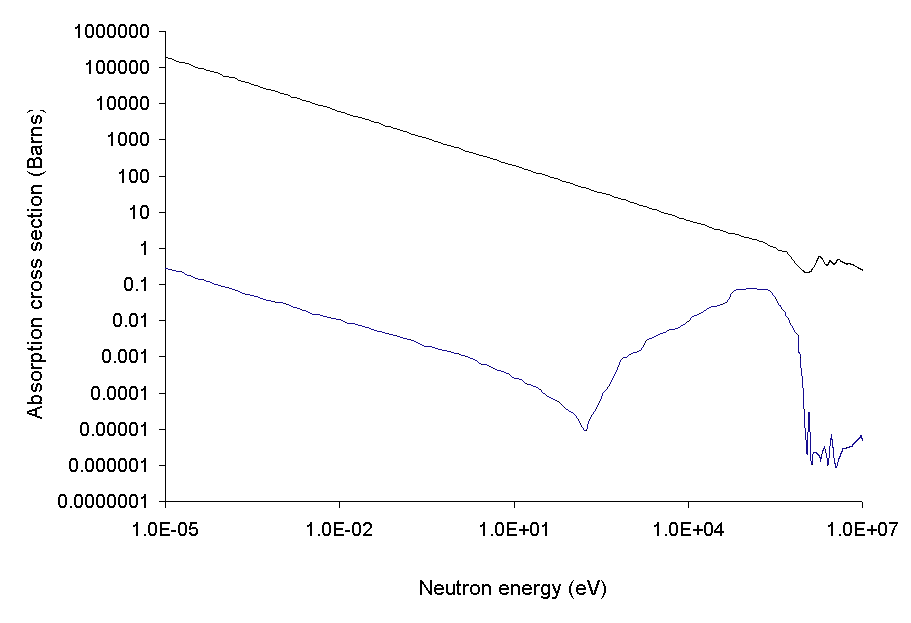
Wirkungsquerschnitt für Neutronenabsorption (schwarz: ^{10}B, blau: ^{11}B)

Die verwendeten Kernreaktionen sind meist, aber nicht immer, vom Typ (n,γ), also Neutroneneinfang. Bei der Einfangreaktion entsteht Gammastrahlung, bei anderen Absorptionsreaktionen werden geladene Teilchen freigesetzt.
Beispiele
Cadmium:
113Cd(n,γ)114Cd + 9,0 MeV
Bor:
10B(n,α)7Li + 2,8 MeV
Ein Cadmiumblech von 1 mm Dicke verringert den durchtretenden thermischen Neutronenfluss etwa auf das 10−5-fache, also auf ein Hunderttausendstel.
Bor wird meist in natürlicher Isotopenzusammensetzung (80,9 % 11B und 19,1 % 10B) als Borcarbid (B4C) in Granulat-Form verwendet. Bei einer Dichte von z. B. 1,76 g/cm3 (70 % der Dichte des massiven Materials) verringert eine 1 mm dicke Schicht dieses Materials den durchtretenden thermischen Neutronenfluss auf 6,9 %, also auf weniger als ein Zehntel.
In Betonabschirmwänden wird Borax als Zuschlagstoff verwendet.

## Reaktorsteuerung und -abschaltung
Reaktorsteuerstäbe enthalten Elemente mit großem Wirkungsquerschnitt für eine Absorptionsreaktion, beispielsweise Cadmium, Gadolinium oder Bor.
In Leichtwasserreaktoren verwendet man neben Steuerstäben häufig die wasserlösliche Borsäure zur Regulierung der Reaktorleistung sowie zur Notabschaltung (Notborierung) des Reaktors im Falle einer Fehlfunktion der Steuerstäbe. Zur Notabschaltung wird der Reaktordruckbehälter mit stark borsäurehaltigem Wasser geflutet, um die Kettenreaktion sehr rasch zum Erliegen zu bringen. Zu diesem Zweck kann auch das wasserlösliche Gadolinium(III)-nitrat verwendet werden.

## Neutronengifte
Einige Neutronenabsorber entstehen im Reaktor als unvermeidliche Nebenprodukte. Ihre Wirkung muss während des Reaktorbetriebs durch entsprechendes Entfernen anderer Absorber ausgeglichen werden. Eines dieser sogenannten Neutronengifte ist das Xenon-Isotop 135Xe, das durch die so genannte Xenonvergiftung nach einer Reaktorabschaltung für eine gewisse Zeit das Wiederanfahren unmöglich macht.

## Neutronenabsorbierende Nuklide allgemein
Außer den oben schon genannten Materialien sind z. B. Silber, Indium, Cobalt, Hafnium und viele Seltene Erden-Elemente relativ starke Neutronenabsorber.